# Вотиці
Вотиці (чеськ. Votice, нім. Wotitz) — місто у Чехії в окрузі Бенешов Середньочеського краю. Розташоване за 17 км на південь від міста Бенешова, за 15 км на схід від Седльчан, за 20 км на захід від Влашима і за 26 км на північ від Табора.
На південь від міста знаходиться гора Мезіврата (713 м).
По східній околиці міста проходить державна автотраса Е 65. Залізнична станція Вотиці знаходиться приблизно в 2 км на захід від міста.
Вотиці має статус муніципалітету з розширеними повноваженнями, адміністративний район якого включає 15 навколишніх муніципалітетів, де проживає близько 15 тисяч чоловік.

## Історія
Згідно з археологічними розкопками поселення було засноване близько 1150, але перша письмова згадка відноситься до 1359. Початково Вотиці було засновано в XII столітті німецькими поселенцями. У XIV столітті перетворилося в маленьке містечко. І аж в середині XVI століття з'явилася теперішня назва Вотиці.

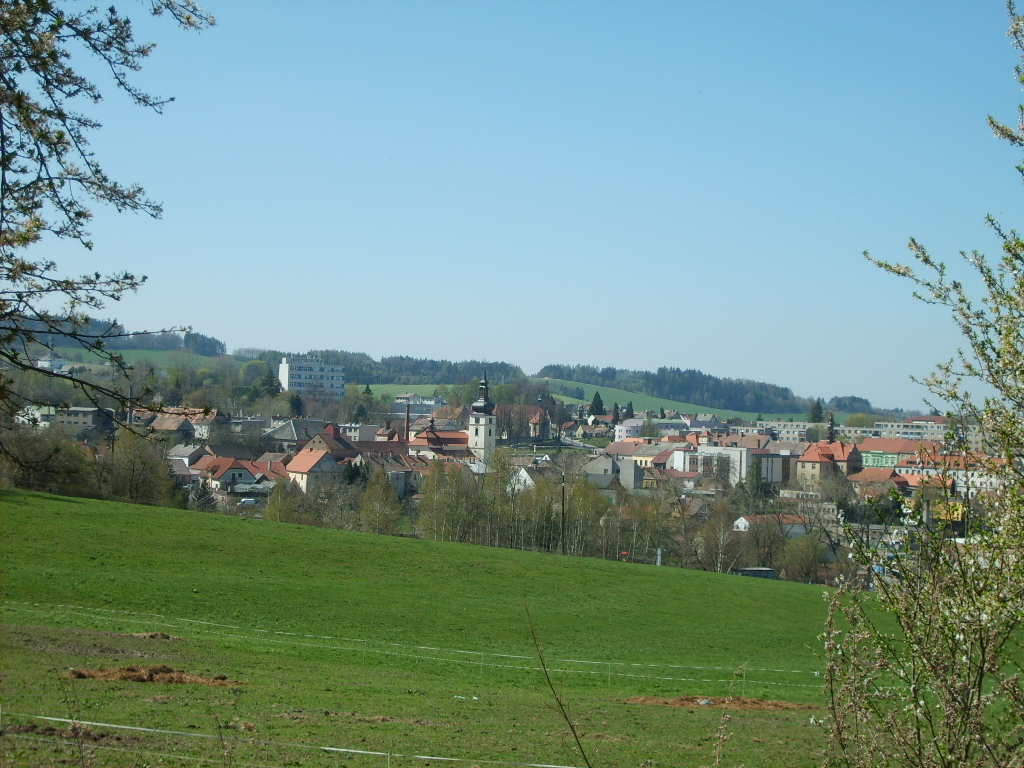
Загальний вигляд міста
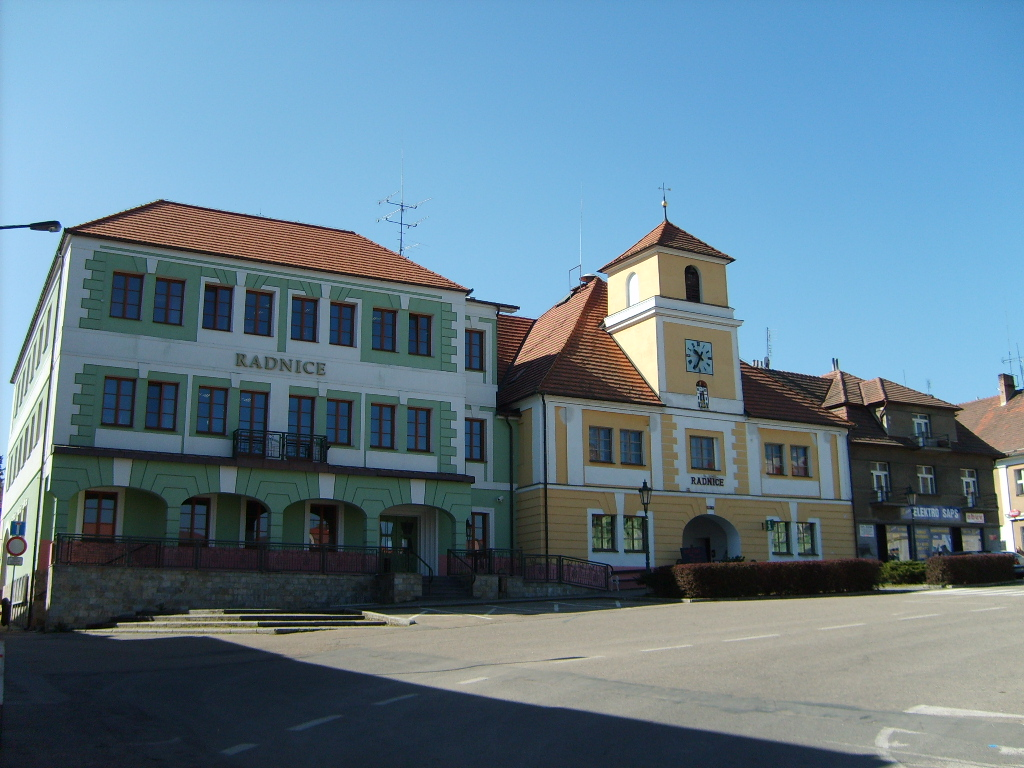
Міський муніципалітет
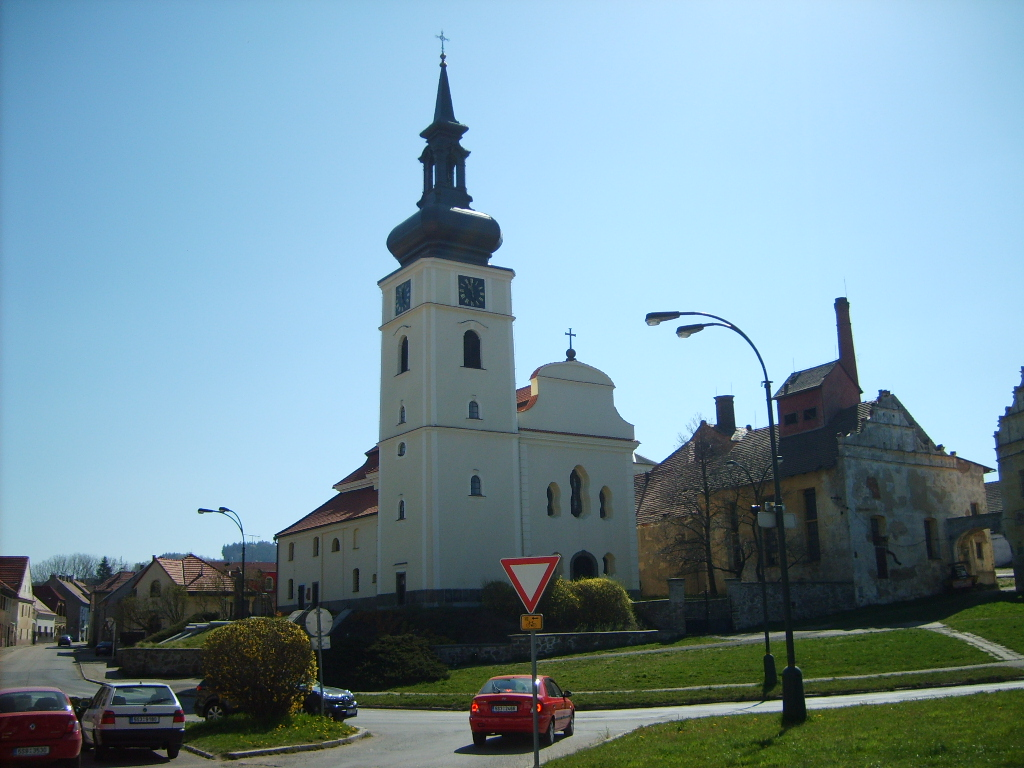
Костел Св. Вацлава
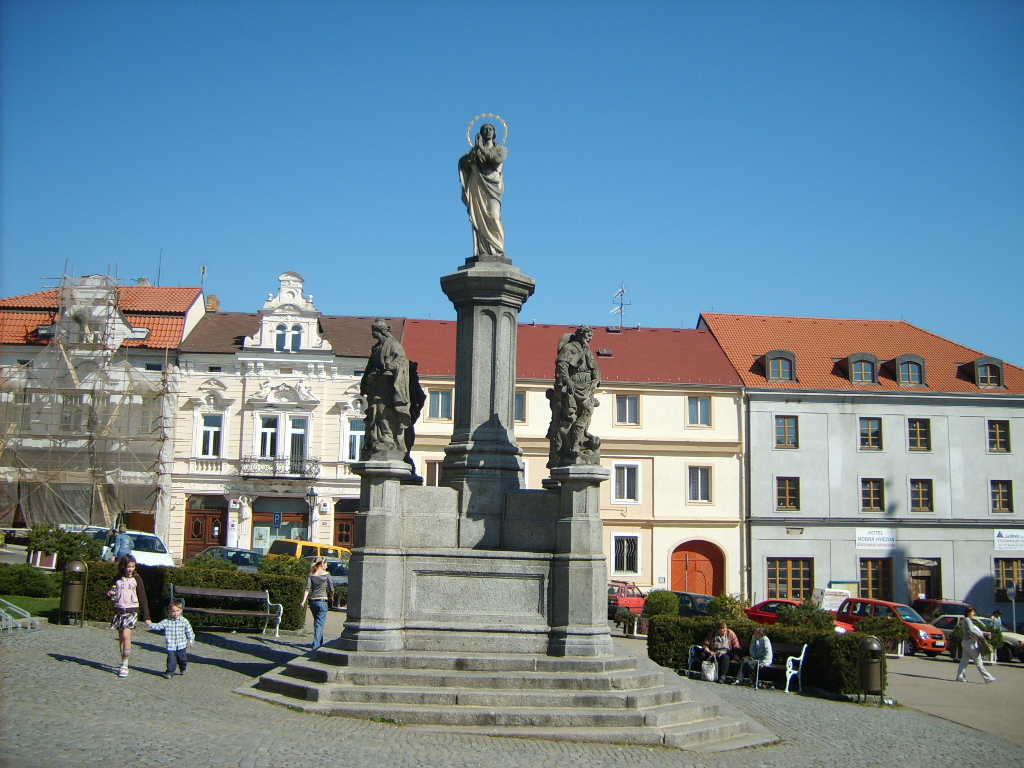
Марійська колона в центрі міста
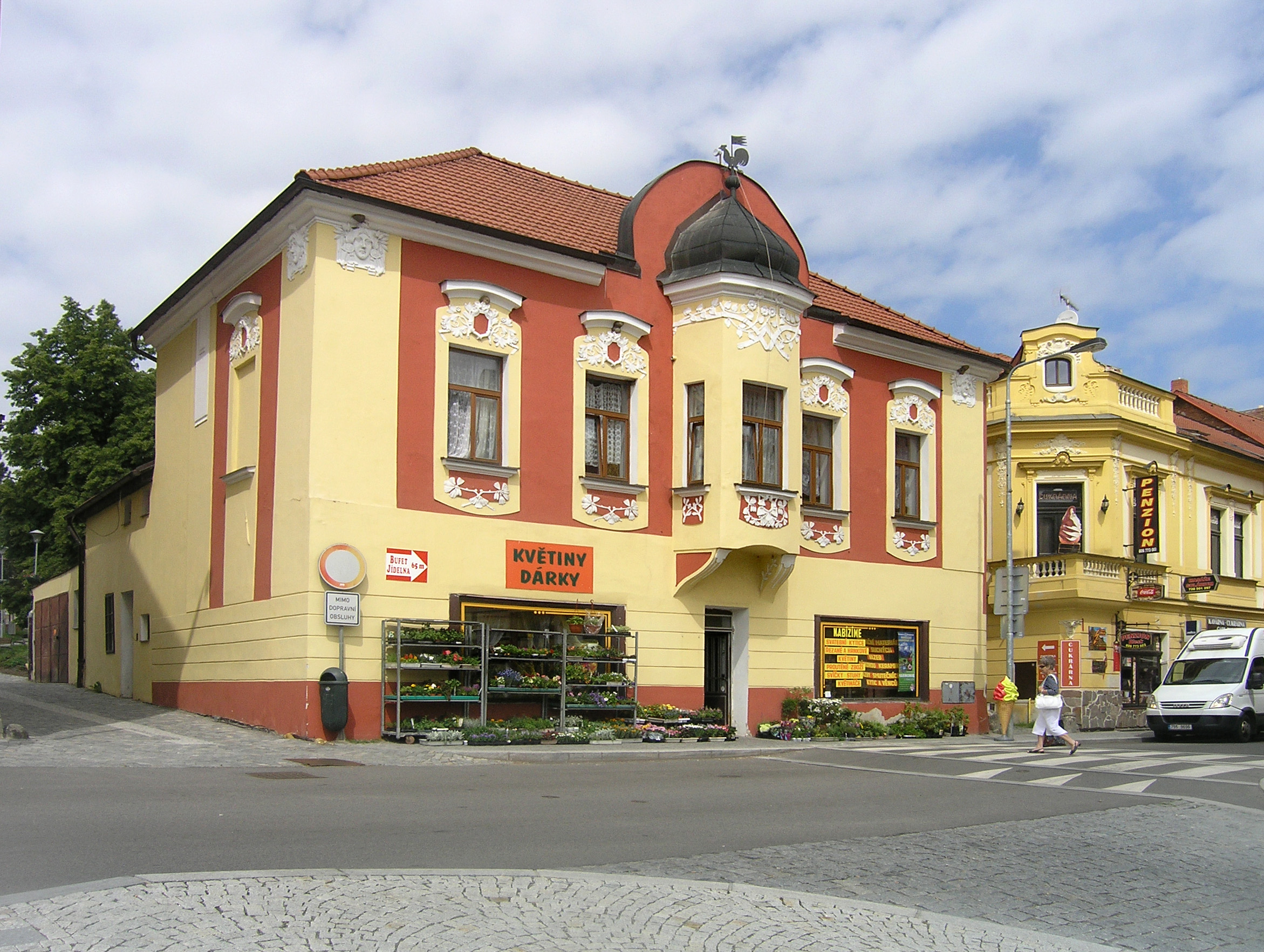
Сецесійний будинок на площі
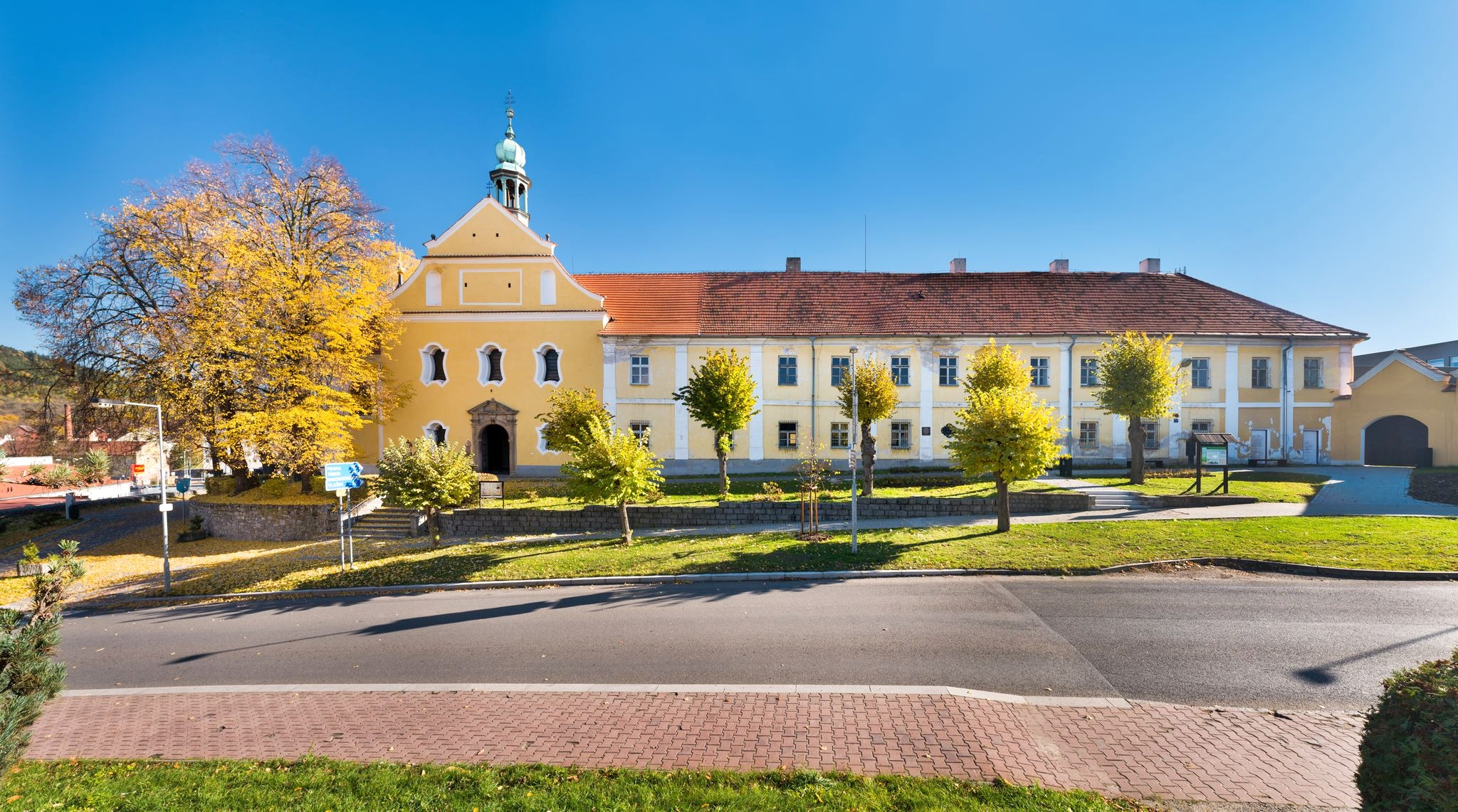
Монастир францисканців
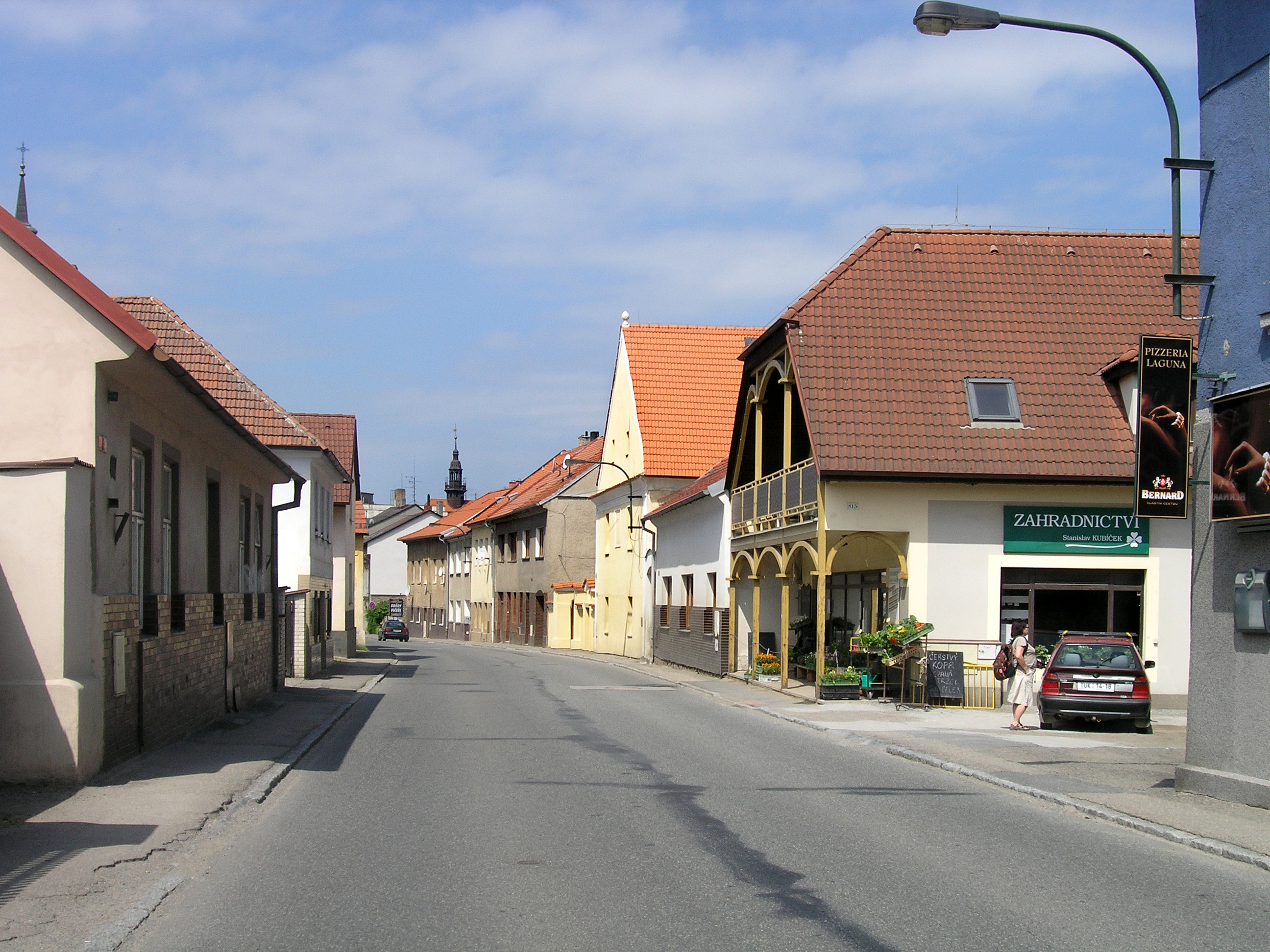
Вулиця Таборська

## Населення
| Рік  | Чисельність | Чисельність |
| ---- | ----------- | ----------- |
| 1869 | 4816        | [ 5 ]       |
| 1880 | 4424        | [ 5 ]       |
| 1890 | 4234        | [ 5 ]       |
| 1900 | 4198        | [ 5 ]       |
| 1910 | 4124        | [ 5 ]       |
| 1921 | 4141        | [ 5 ]       |
| 1930 | 3860        | [ 5 ]       |

| Рік  | Чисельність | Чисельність |
| ---- | ----------- | ----------- |
| 1950 | 3191        | [ 5 ]       |
| 1961 | 3578        | [ 5 ]       |
| 1970 | 4047        | [ 5 ]       |
| 1980 | 4558        | [ 5 ]       |
| 1991 | 4514        | [ 5 ]       |
| 2001 | 4462        | [ 5 ]       |
| 2011 | 4552        | [ 5 ]       |

| Рік  | Чисельність | Чисельність |
| ---- | ----------- | ----------- |
| 2014 | 4596        | [ 6 ]       |
| 2016 | 4574        | [ 7 ]       |
| 2017 | 4579        | [ 8 ]       |
| 2018 | 4638        | [ 9 ]       |
| 2019 | 4587        | [ 10 ]      |
| 2020 | 4569        | [ 11 ]      |
| 2021 | 4547        | [ 12 ]      |

| Рік  | Чисельність | Чисельність |
| ---- | ----------- | ----------- |
| 2021 | 4371        | [ 13 ]      |
| 2022 | 4495        | [ 14 ]      |
| 2023 | 4651        | [ 15 ]      |
| 2024 | 4688        | [ 16 ]      |
| 2025 | 4760        | [ 3 ]       |

| Рік  | Чисельність | Чисельність |
| ---- | ----------- | ----------- |
| 1869 | 4816        | [ 5 ]       |
| 1880 | 4424        | [ 5 ]       |
| 1890 | 4234        | [ 5 ]       |
| 1900 | 4198        | [ 5 ]       |
| 1910 | 4124        | [ 5 ]       |
| 1921 | 4141        | [ 5 ]       |
| 1930 | 3860        | [ 5 ]       |

| Рік  | Чисельність | Чисельність |
| ---- | ----------- | ----------- |
| 1950 | 3191        | [ 5 ]       |
| 1961 | 3578        | [ 5 ]       |
| 1970 | 4047        | [ 5 ]       |
| 1980 | 4558        | [ 5 ]       |
| 1991 | 4514        | [ 5 ]       |
| 2001 | 4462        | [ 5 ]       |
| 2011 | 4552        | [ 5 ]       |

| Рік  | Чисельність | Чисельність |
| ---- | ----------- | ----------- |
| 2014 | 4596        | [ 6 ]       |
| 2016 | 4574        | [ 7 ]       |
| 2017 | 4579        | [ 8 ]       |
| 2018 | 4638        | [ 9 ]       |
| 2019 | 4587        | [ 10 ]      |
| 2020 | 4569        | [ 11 ]      |
| 2021 | 4547        | [ 12 ]      |

| Рік  | Чисельність | Чисельність |
| ---- | ----------- | ----------- |
| 2021 | 4371        | [ 13 ]      |
| 2022 | 4495        | [ 14 ]      |
| 2023 | 4651        | [ 15 ]      |
| 2024 | 4688        | [ 16 ]      |
| 2025 | 4760        | [ 3 ]       |

|  |

97,87 % населення складають чехи.